# 马切纳
马切纳，是西班牙安达卢西亚自治区塞维利亚省的一个市镇。总面积378平方公里，总人口1785人（2001年），人口密度47人/平方公里。

## 友好城市
- 法國 沙托丹